# Pintura del Renaixement

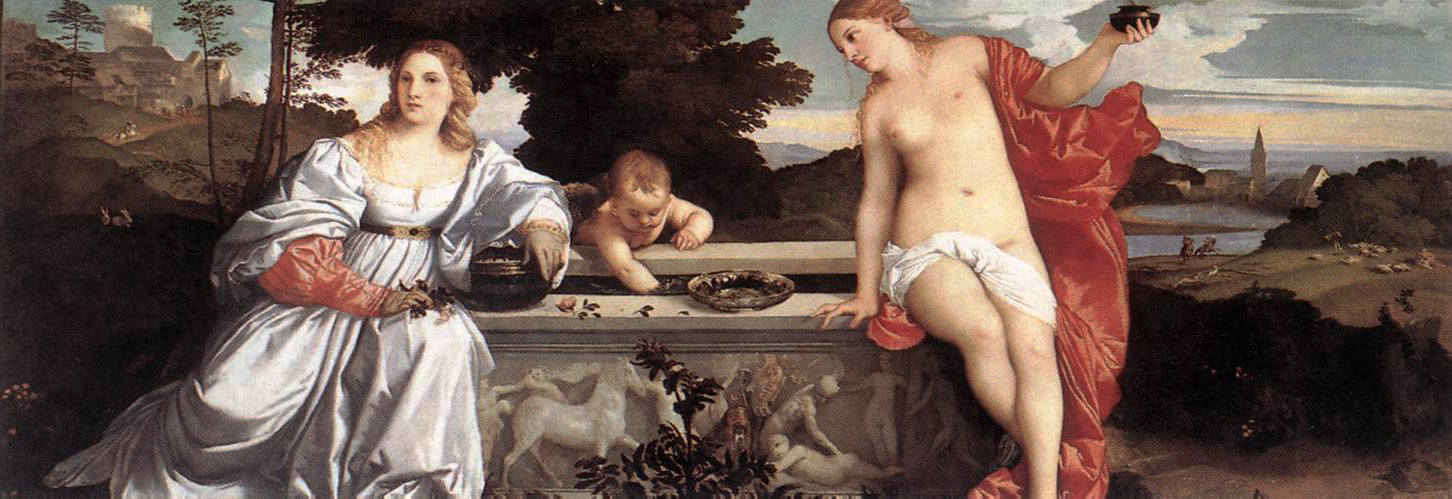
Tiziano, Amor sagrat i amor profà, h. 1513-1514

La pintura renaixentista abasta el període de la història de l'art europeu entre l'art de l'Edat Mitjana i l'art barroc. La pintura d'aquesta època és vàlida pel «renaixement» de l'antiguitat clàssica, l'impacte de l'humanisme sobre artistes i els seus patrons, noves sensibilitats i tècniques artístiques i, en general, la transició entre el període medieval i els començaments de l'edat moderna.

## Història
A les arts visuals els èxits significatius van ocórrer al voltant de l'any 1000 tant a Itàlia com al nord de la Xina. L'art de Masaccio i els escrits de Leon Battista Alberti van ajudar a establir la perspectiva lineal i la idealització del cos humà com les idees principals de la pintura renaixentista italiana a principis del segle xv. Alhora es va produir al nord la pintura gòtic-flamenca, que també s'ha considerat prerenaixentista o renaixement nòrdic. Artistes flamencs com Jan van Eyck van innovar amb la pintura a l'oli i composicions espacials intuïtives. El breu Alt Renaixement (h. 1500-1520), centrat al voltant de Leonardo da Vinci, Miquel Àngel i Rafael a Florència i Roma, va ser una culminació dels èxits italians, mentre que artistes com Albrecht Dürer va arribar a un nivell similar d'innovació artística i intel·lectual a l'Europa septentrional.
La pintura del Renaixement tardà, des de cap a 1520 fins al final del segle xvi, està marcada per diverses tendències manieristes que es van expandir a partir d'Itàlia a la resta de França. La decadència del renaixement s'inicia a Itàlia poc després d'entrar el segle xvi. Es caracteritza per la manca o escassetat de bons mestres, optant els artistes per imitar les obres dels grans mestres anteriors en lloc d'estudiar la naturalesa per crear les seves obres originals. En el manierisme s'exagera el moviment en les figures, l'expressió és afectada i amanerada o poc natural en els rostres.

## Característiques
El caràcter distintiu de la pintura del Renaixement, en general, i en el seu període d'apogeu consisteix:
- A la unitat de la composició, de la perspectiva, de l'anatomia i la morbidesa muscular i de la bellesa exterior física tendint a imitar la naturalesa amb desimboltura, i inspirant a alhora els artistes en les obres clàssiques escultòriques.
- Per raó dels assumptes, en la universalitat d'ells, donant molta entrada als mitològics, tot just tractats en l'època anterior, i conreant singularment el retrat i les històries. I encara que no s'obliden els quadres religiosos, no es relacionen aquests amb allò més comú de la idea i unió mística de l'època precedent (sobretot, en les Verges o Madonnas) i, fins i tot, desvien sovint l'ànim de la veritable pietat. Encara que està plena de religiositat, cada artista busca el seu propi estil, en què el retrat i la representació del paisatge tenen molta importància.
- Per raó del procediment, es distingeix en l'abandonament definitiu dels realços i daurats, en la predilecció pels llenços sense taula i en l'adopció gairebé exclusiva de la pintura a l'oli, excepte les decoracions murals al tremp i al fresc.

La història moderna de la pintura s'inicia amb les aportacions dels mestres del Renaixement. Florència i Roma durant els segles XV i XVI són el bressol d'aquest moviment que s'establirà a través de la perspectiva, la proporció, l'anatomia i el descobriment i l'ús de l'oli, una manera de pintar més realista o verista que no s'havia donat abans.
El Renaixement sorgeix a Itàlia i es va estenent progressivament per Europa, amb més o menys calat, segons els països. Van sorgir innombrables centres o escoles de pintura, sobretot a Itàlia, influint-se mútuament unes en altres malgrat les seves divergències. No existeix unanimitat crítica a l'hora de distingir les al·ludides agrupacions d'artistes ni és uniforme l'estil dels diferents mestres, de manera que les escoles es reuneixen només geogràficament.

## Pintura italiana

La Gioconda (1503 - 1506) per Leonardo da Vinci.

Itàlia va ser el primer focus i el principal del Renaixement en totes les seves manifestacions, del segle XV al XVI. La pintura del Quattrocento no es va desenvolupar primer a Florència sinó a una altra banda, amb l'obra de Fra Angelico i sobretot de Masaccio, que va crear una nova sensibilitat, totalment aliena al gòtic. Aconsegueix la sensació d'espai a través de l'ús metòdic de la perspectiva lineal, com es pot veure a la Trinitat de Santa Maria Novella (h. 1420 - 1425). Aquesta investigació sobre la geometria i la matemàtica va ser seguida per Paolo Ucello, Andrea del Castagno i Piero della Francesca i Fra Filippino Lippi. La següent generació d'artistes florentins va aconseguir un major refinament: Benozzo Gozzoli, Domenico Ghirlandaio i, sobretot, Sandro Botticelli.
A la segona meitat del segle xv sorgeix una escola pictòrica al centre d'Itàlia, preocupada, sobretot, per crear l'espai en què es mouen els personatges dels seus quadres, esforçant-se per crear bàsicament paisatges ordenats i realistes. A Úmbria es va destacar Perugino, mestre de Rafael, així com Pinturicchio i Lucca Signorelli. En la mateixa època, el renaixement va arribar al nord d'Itàlia, sorgint escoles regionals de marcada personalitat: Andrea Mantegna és el pintor més important de Pàdua, la influència arriba a la refinada cort de Ferrara, on van treballar Cosme Tura i Francesco del Cossa. El caràcter especial el presenta Venècia, en contacte constant amb orient, el que dona a aquest centre artístic un aire diferent, en què el color predomina sobre la línia i el paisatge sobre la persona humana, just al revés del que passa a Florència. Els més excel·lents pintors venecians de l'època van ser els Bellini, en particular Giovanni Bellini. Transcendent en l'evolució del renaixement venecià és l'obra de Antonello dona Messina, pintor de Sicília que es va formar a Flandes i que va acabar vivint a Venècia, aportant la minuciositat flamenca.

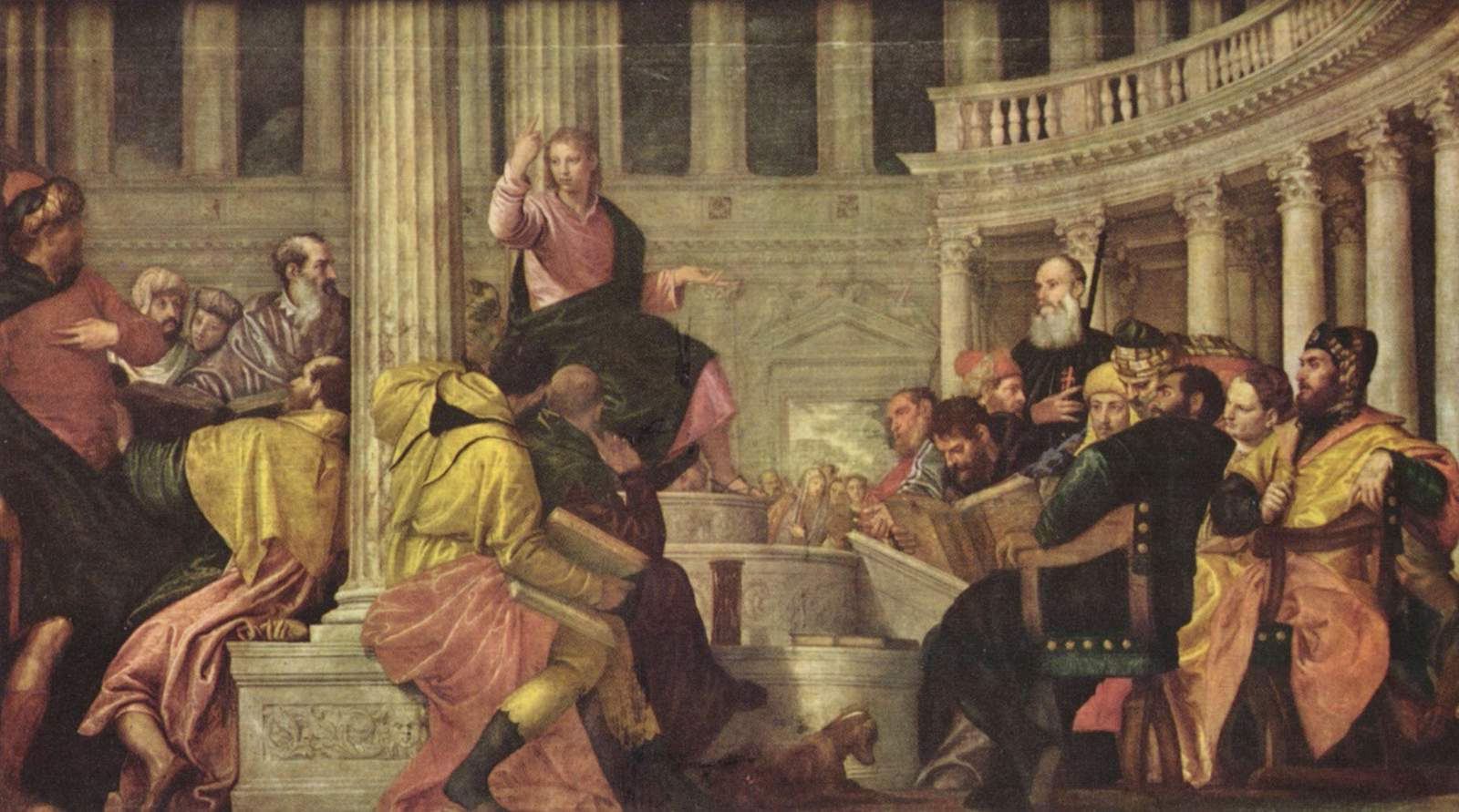
Crist entre els doctors (1548) per Paolo Veronese.

La segona fase del Renaixement italià és el Cinquecento, en què destaquen els tres grans noms de la pintura renaixentista: Leonardo da Vinci, Rafael i Miquel Àngel, la prodigiosa tasca de la Capella Sixtina constitueix una de les obres cims del Renaixement.
A mitjan segle, després de la mort dels grans mestres, i enmig d'una crisi social generalitzada, la pintura es fa manierista, notant-se primer a Florència i Roma amb Andrea del Sarto, Pontormo, Bronzino, Vasari i Volterra. A Parma sorgeix una escola particularíssima, la figura més destacada de la qual és Antonio Allegri dona Correggio, precursor de l'il·lusionisme barroc amb la seva decoració de la cúpula de l'església de Sant Joan Evangelista de Parma (1520-1523). El seu deixeble Parmigianino representa obres amb figures elongadas, com l'anomenada Madonna del coll llarg (1540). Aquesta és l'època en què apareixen els grans mestres venecians, amb obres plenes de sensualitat i color: Giorgione, Tiziano, Veronés i Tintoretto.

## Pintura flamenca

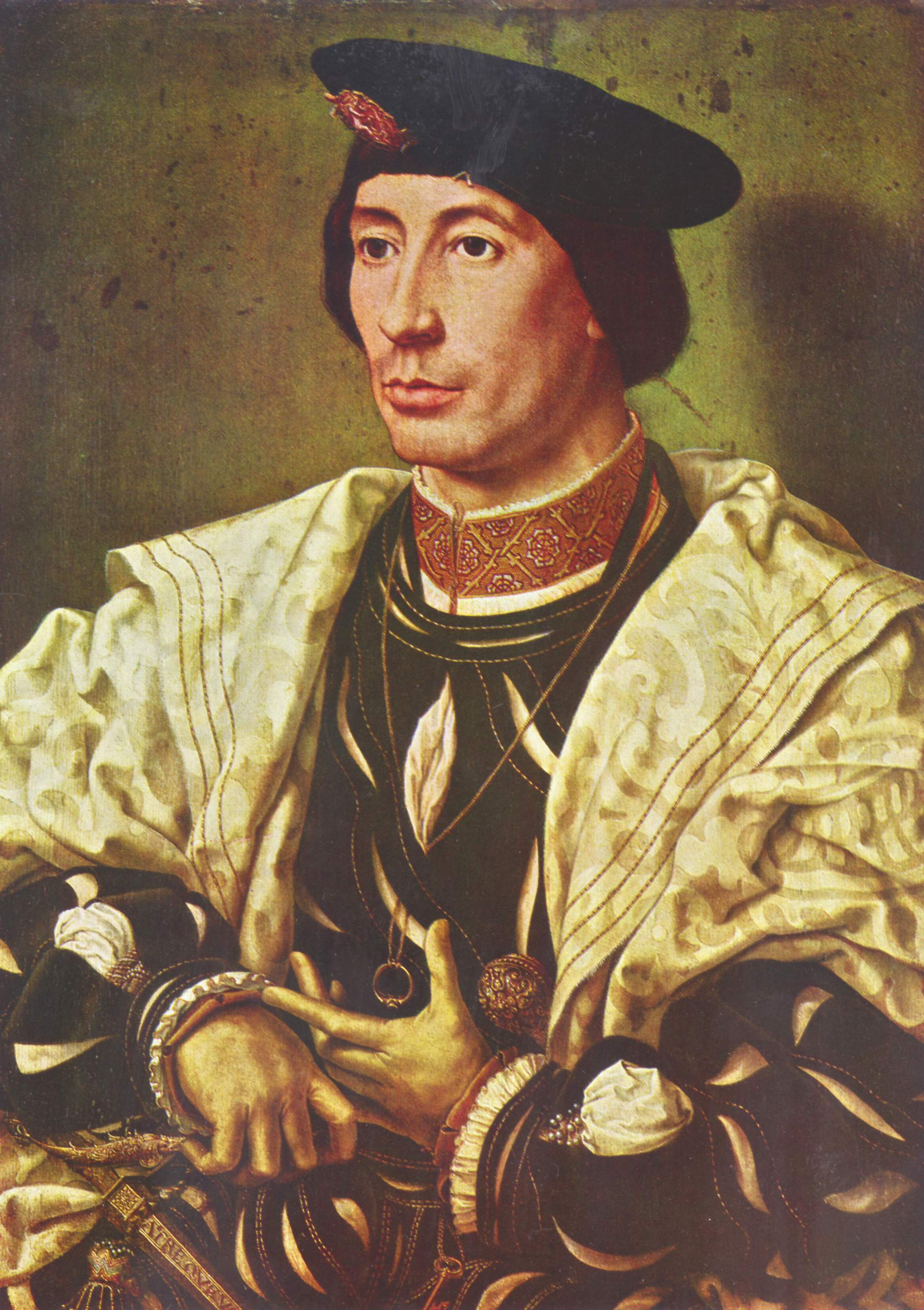
Jan Gossaert, Retrat de Balduí de Borgonya, h. 1530-1540.

En el segle xvi, la reforma protestant provoca una progressiva separació entre les províncies meridionals, catòliques, de les septentrionals, protestants i iconoclastes, en què es produeix destrucció de pintura religiosa i l'autonomia de gèneres com el paisatge, el bodegó o l'escena de gènere. Aquest procés, que va culminar en el segle xvii, s'inicia durant el Renaixement.
En Bèlgica es produeix la gradual decadència de Bruges, apreciant influència leonardesca en pintors com Adriaen Isenbrandt i Ambrosius Benson. Va créixer l'Escola d'Anvers, amb les obres de Quintín Metsys, Bernard van Orley i Jan Gossaert, anomenat Mabuse. Es poden diferenciar dues tendències:
- Romanistes o italianistes, del segle xvi.
- Reaccionaris, del segle xvi.

### Escola de italianistes
L'escola dels italianistes es forma amb els mestres que, havent estudiat a les escoles d'Itàlia, amalgamen l'estil idealista d'ella amb el realisme flamenc, sense aconseguir una fusió veritable i sense obtenir avantatges per a un i altre. Es destaquen:
- Jan Gossaert, anomenat Joan de Mabuse de qui és una Verge amb el Nen al Museu del Prado i una altra semblant al de Berlín.
- Bernard van Orley, que té una Sagrada Família en l'esmentat Museu de Madrid, potser massa realista.
- Michel Coxcie, deixeble d'Orley, autor del Trànsit de la Verge i d'altres quadres en la mateixa col·lecció espanyola.
- Joachim Patinir, ja que concedeix gran importància al reflex naturalista del paisatge en les seves obres. Un manierisme d'influència miquelangelesca es troba en pintors com Hemessen i Marinus. Cal esmentar, finalment, dins el gènere del retrat a Anthonis Mor.

### Escola de reaccionaris
Contraris als italianistes per sistema, van sorgir els que pel mateix poden anomenar reaccionaris, artistes plens d'enginy, poesia i originalitat i molt populars en els seus assumptes.
Sobresurt la família dels Brueghel, sobretot, el primer d'aquest nom Pieter Brueghel el Vell, pintor de costums vilatanes i que serveix de pont entre la fantasia del Bosco i l'escena de gènere barroca. Aquest mateix reflex realista de la vida quotidiana es pot veure en els quadres religiosos de Pieter Aertsen i Joachim Beuckelaer.

## Pintura holandesa

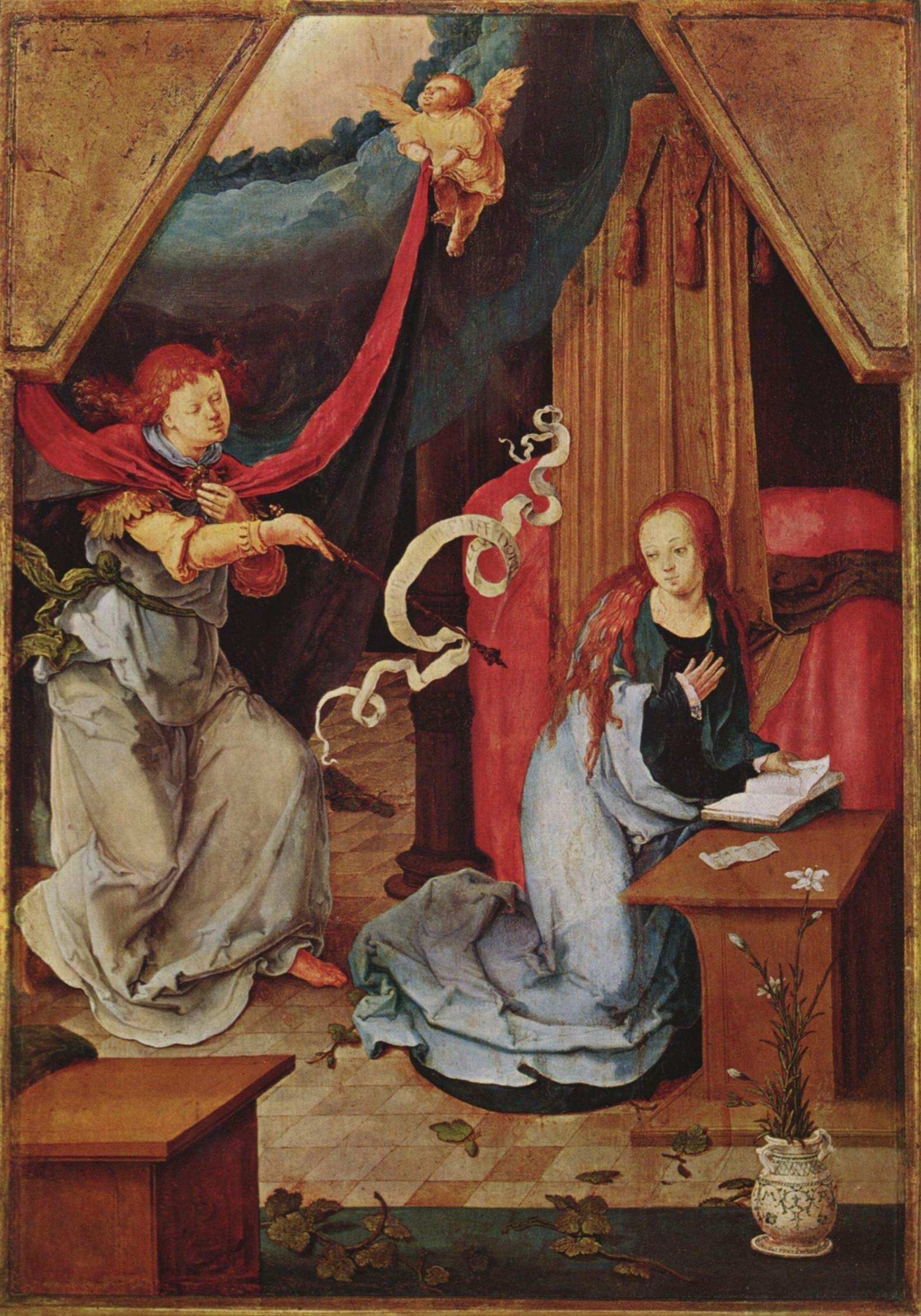
Anunciació de van Leyden.

Les escoles holandeses comencen amb Lucas van Leyden (1494-1533) qui es va formar en l'estil dels flamencs italianistes, tal com ho revelen els seus quadres del Sermó al Museu d'Amsterdam i el Sant Jeroni i la Verge amb el Nen en el de Berlín. Molt aviat la invasió del protestantisme va dissipar el veritable ideal en la pintura holandesa i, encara que segueix italianitzant-se al segle xvi, es limiten a pintar els costums i paisatges del país. Martin van Heemskerck va ser un dels principals retratistes, encara que també es va dedicar a la pintura d'història.
A Holanda sorgeixen els primers retrats col·lectius, en els quals es destacarà Frans Hals (1580-1666), de la ciutat de Haarlem.

## Pintura alemanya
El renaixement alemany va recollir, d'una banda, les característiques expressionistes de la pintura religiosa gòtica del segle XV i, de l'altra, la influència del  Quattrocento a Itàlia. Matthias Grünewald és el seguidor més proper d'aquesta tradició germànica.
Les escoles alemanyes del Renaixement deuen el seu origen, i gairebé tota la seva personalitat, a tres rellevants pintors que floreixen durant la primera meitat del segle xvi: Albrecht Dürer, Hans Holbein el Jove, i Lucas Cranach el Vell. Gran importància en la creació del gènere del paisatge Albrecht Altdorfer, creador de l'Escola del Danubi.
Dürer (1471-1528), natural de Nuremberg, va reunir influències de diferents artistes italians i flamencs a qui va visitar als seus països i va ser alhora pintor, gravador, escultor, enginyer, humanista i publicista sobresortint especialment en l'art del gravat i el retrat. Es distingeixen les seves obres per l'originalitat en la invenció, la fantasia en la concepció i la força en el dibuix. Però més aviat s'ha de considerar com a pintor de transició de l'estil gòtic al Renaixement. Malgrat les seves amistoses relacions amb els líders del protestantisme, es va conservar sempre catòlic i va pintar amb sentiment religiós seves obres mestres.

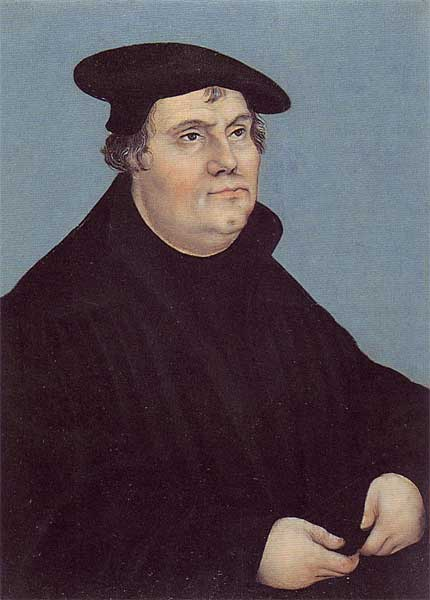
Retrat de Luter (1543) per Cranach

Hans Holbein, anomenat «el Jove» (1497-1543) per ser fill de Hans Holbein el Vell, passa avui com el millor representant del Renaixement clàssic alemany i continuador de l'escola d'Augsburg, distingint-se com a gravador i més encara com a retratista. Les seves principals obres són el quadre de la Verge del burgomaestre, els retrats d'Enric VIII i d'Erasme i els gravats de l'Alfabet de la mort.
Cranach el Vell (1474-1553) fundador de l'escola de Saxònia, es va distingir com a retratista sent inferior als altres en els altres gèneres que va cultivar, fins i tot, el religiós, el mitològic i el fantàstic i reflecteix en els seus quadres encara més que Dürer l'esperit de gravador abans esmentat. Se'l considera com el pintor oficial de la reforma i ja va fer els retrats de Luter i Philipp Melanchthon. El seu fill i deixeble, Cranach el Jove, va seguir amb la seva escola i esperit encara va posar menys força en el dibuix i va traçar més a la lleugera seus nombrosos quadres.
Des de la segona meitat del segle xvi es pot donar per acabat l'art alemany en pintura i escultura, per efecte de les sagnants lluites que va provocar la Reforma protestant i haver-se lliurat els mitjans pintors que els van succeir a la rutinària imitació d'obres estrangeres. Tot i els bons artistes de la millor època més aviat passen a ser dibuixants i gravadors que, com pintors veritables i malgrat el colorit, es reflecteix sovint en els seus quadres l'excessiu estudi de la línia, en detriment dels valors pictòrics. Potser va influir massa en aquestes obres l'esperit del gravat, que tant sobresortia a les escoles alemanyes igual que l'art decoratiu d'objectes. A final de segle, a la cort de Praga va treballar Giuseppe Arcimboldo.

## Pintura francesa

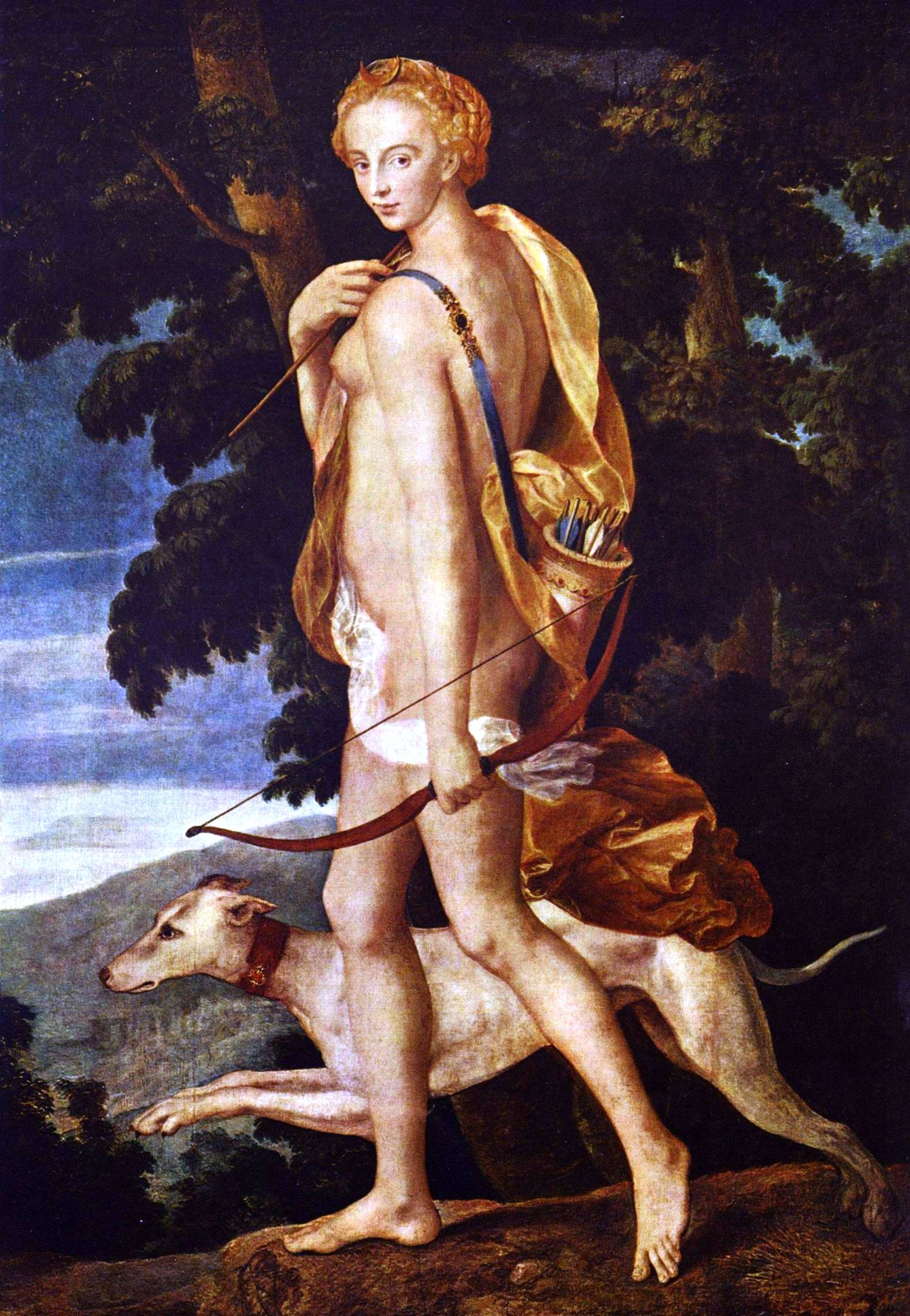
Escola de Fontainebleau: Diana caçadora, 1550-1560.

A França s'inicia el renaixement amb autors de clara influència flamenca, com Jean Bellegambe, que s'inspira en els artistes d'Anvers. Al voltant de les corts de Francesc I i Enric IV es donen dues escoles anomenades de Fontainebleau, que segueixen models italianitzants.
Francesc I va fer anar a la seva cort a Leonardo da Vinci i Andrea del Sarto. Però van ser artistes italians posteriors els que van dominar la primera escola de Fontainebleau. En el palau de Fontainebleau van treballar decoradors d'Itàlia com Rosso, Primaticcio i Niccolò dell'Abbate. Moltes d'aquestes decoracions de Fontainebleau es van divulgar gràcies a la tasca de diversos gravats, com el francès Jean Mignon.
En aquesta època aconsegueix gran esplendor el gènere del retrat, amb Jean Clouet i el seu fill François. El primer realitza llenços mitològics i retrats dibuixats o a llapis. François busca la caracterització social dels seus models, aproximant-se més als models italians i flamencs.
Un altre retratista predominant que treballa a França, més proper a Jean Clouet que al seu fill, és Corneille de Lió, també conegut com a Cornelys, possiblement holandès.
A París treballen els Cousin, pare i fill. Jean Cousin pare, anomenat el Vell per diferenciar-se del seu fill, Jean Cousin el Jove, va realitzar el primer gran nu pintat per un artista francès: Eva Prima Pandora (Museu del Louvre).
A finals de segle, recuperada certa pau social després de les guerres de religió, el rei Enric IV reprèn els grans treballs decoratius, naixent així una «segona escola de Fontainebleau» que agrupa els diversos artistes que van treballar al castell.